# Belgische militaire begraafplaats van Steenkerke
De Belgische militaire begraafplaats van Steenkerke is een militaire begraafplaats met gesneuvelde Belgische soldaten uit de Eerste Wereldoorlog. De begraafplaats ligt aan de Steenkerkestraat, achter de kerk van het dorp Steenkerke.
Deze begraafplaats heeft een oppervlakte van 54 are, waarop 534 graven liggen van Belgische soldaten (hiervan konden er 26 niet meer geïdentificeerd worden). Er zijn nog negen graven met een heldenhuldezerk zoals deze oorspronkelijk door Joe English waren ontworpen. Het was ook hier dat Joe English oorspronkelijk begraven lag. De allereerste IJzerbedevaart vond hier in 1920 plaats.

## Geschiedenis
Steenkerke lag tijdens de Eerste Wereldoorlog achter het front waardoor het vrijwel onbeschadigd bleef. Enkel gedurende het Duitse lenteoffensief in april 1918, onderging het wat beschietingen. Het dorp was ingericht als kantonnement voor de troepen en huisvestte derhalve ook installaties van de divisie in deze sector. Zo was er een ziekenafdeling die gewonden en zieken opving welke dan na verzorging naar een verder gelegen fronthospitaal werden geëvacueerd. De militairen die overleden werden hier vanaf oktober 1914 begraven. De hele oorlog door werden doden bijgezet. In 1919 werd nog één slachtoffer toegevoegd. Er ligt één dode uit de Tweede Wereldoorlog.
In 2008 werd de begraafplaats beschermd als monument.

## Britse graven
Er liggen ook 30 gesneuvelde Britse soldaten uit de Eerste Wereldoorlog begraven. Behalve één sneuvelden ze allen in november 1917. Meer dan twee derde van hen behoorden bij de Royal Garrison Artillery. Deze graven worden door de Commonwealth War Graves Commission onderhouden en staan er geregistreerd als Steenkerke Belgian Military Cemetery.
Op het kerkhof van Steenkerke liggen 2 Britse gesneuvelden uit de Tweede Wereldoorlog.

### Onderscheiden militairen
- H.G. Lovelock, technieker bij de Royal Naval Air Service werd onderscheiden met de Distinguished Service Medal (DSM).
- korporaal Robert Walter Careswell van de Royal Engineers ontving de Military Medal (MM).